# Galepsus congicus
Galepsus congicus är en bönsyrseart som beskrevs av Rehn 1912. Galepsus congicus ingår i släktet Galepsus och familjen Tarachodidae. Inga underarter finns listade i Catalogue of Life.